# Tour Stolting
La tour Stolting (en estonien : Stoltingi torn) est une tour des remparts de Tallinn en Estonie.

## Présentation
D'un côté de la tour Stolting se trouve la tour Hattorpe, de l'autre côté se trouvent la tour Grosse Marguerite et la grande porte côtière.

## Histoire
En 1410, la liste des chefs de tours de Tallinn mentionnait un nommé Stoltynki (en allemand : fierté).
La tour Stolting fut la première tour de défense du port de Tallinn et faisait probablement partie du mur de Marguerite.
Le Mur de Marguerite est le plus ancien mur d'enceinte connu de Tallinn. Sa construction a été ordonnée en 1265 par Marguerite Sambiria, la mère du roi Erik V et vice-régent d'Estonie, qui a donné son nom au mur.
En 1340-1355, une tour-porte encore plus haute de la grande porte côtière fut construite à côté.

## Galerie

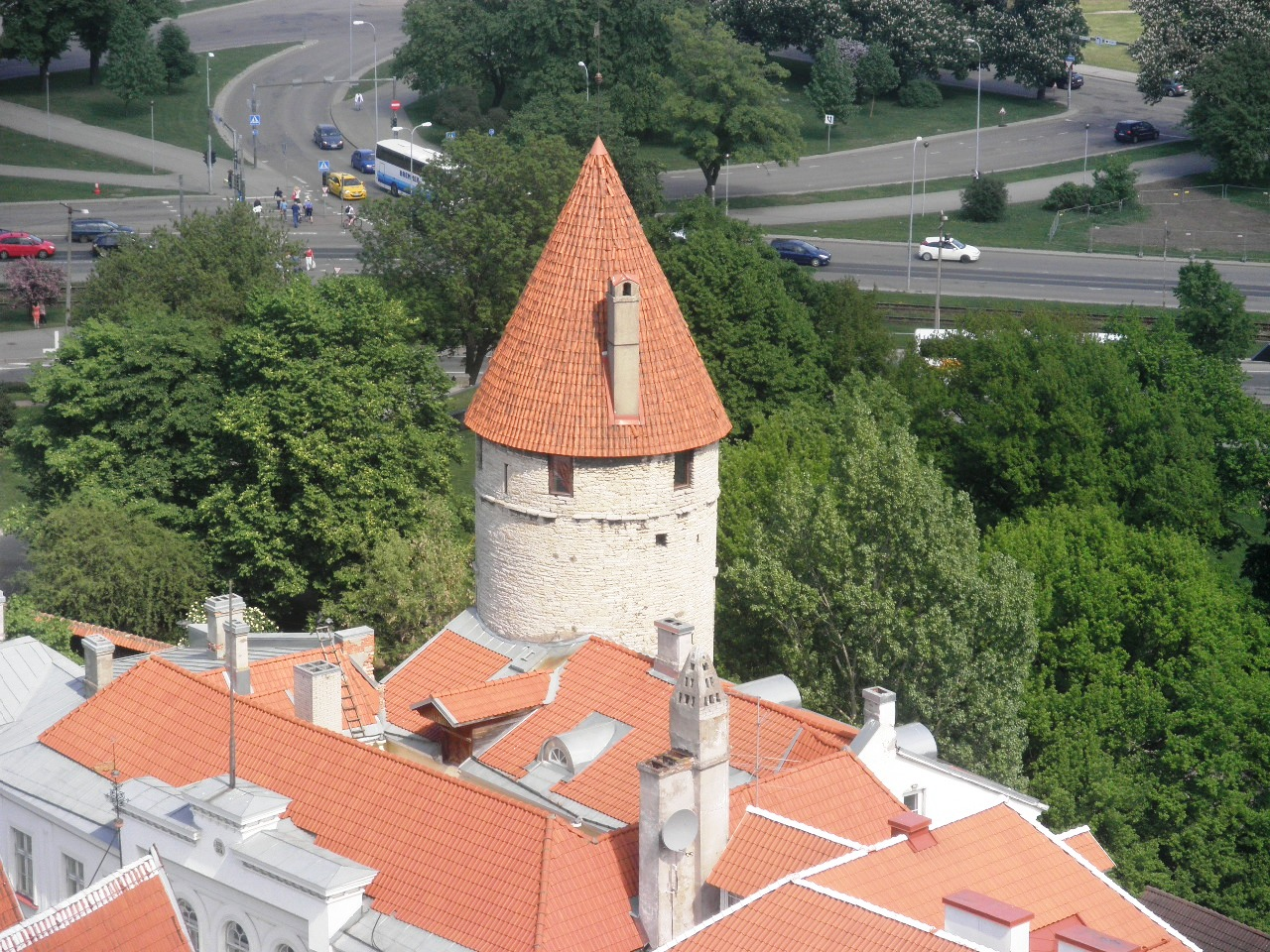
Tour Stolting.
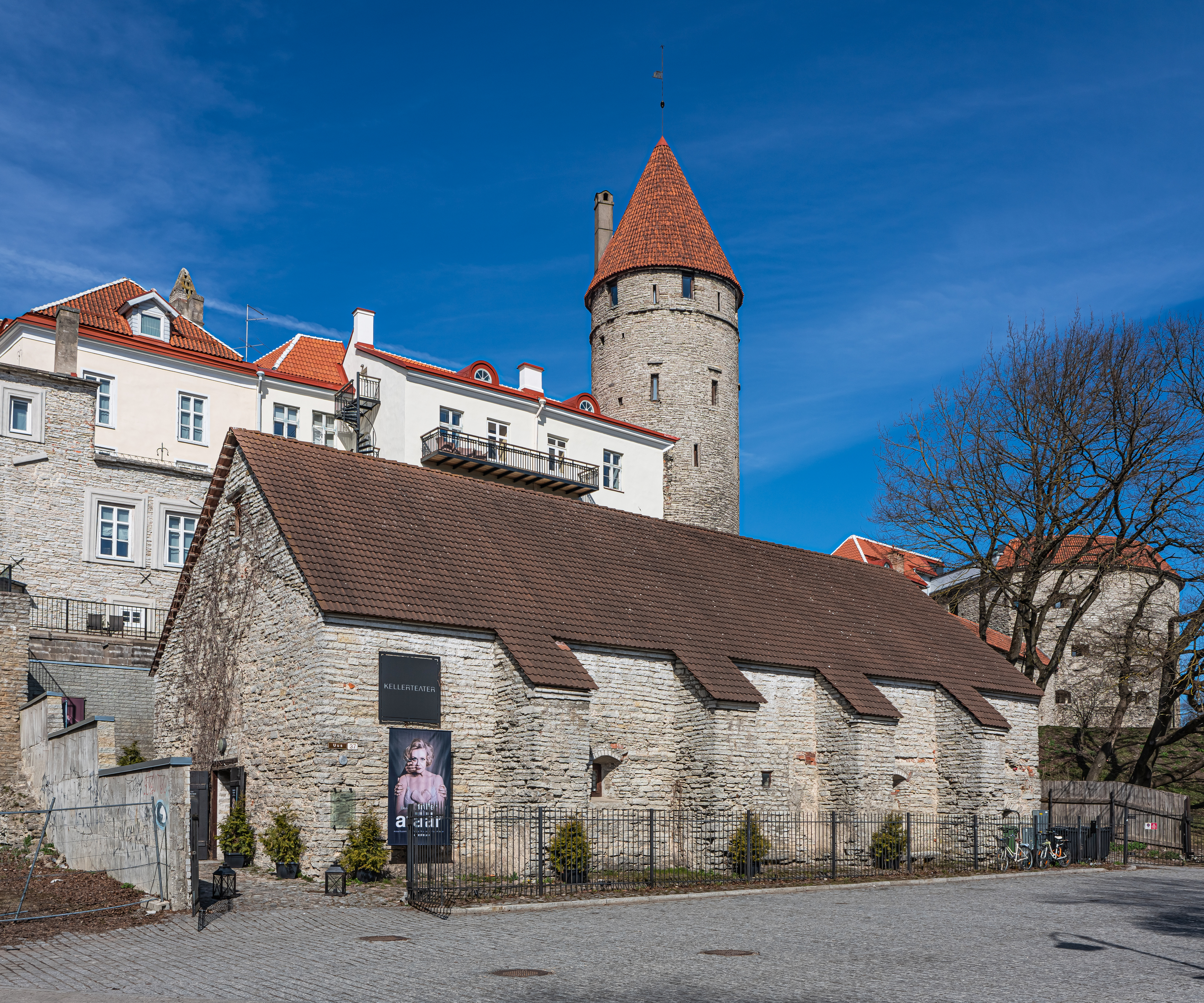
Tour Stolting.
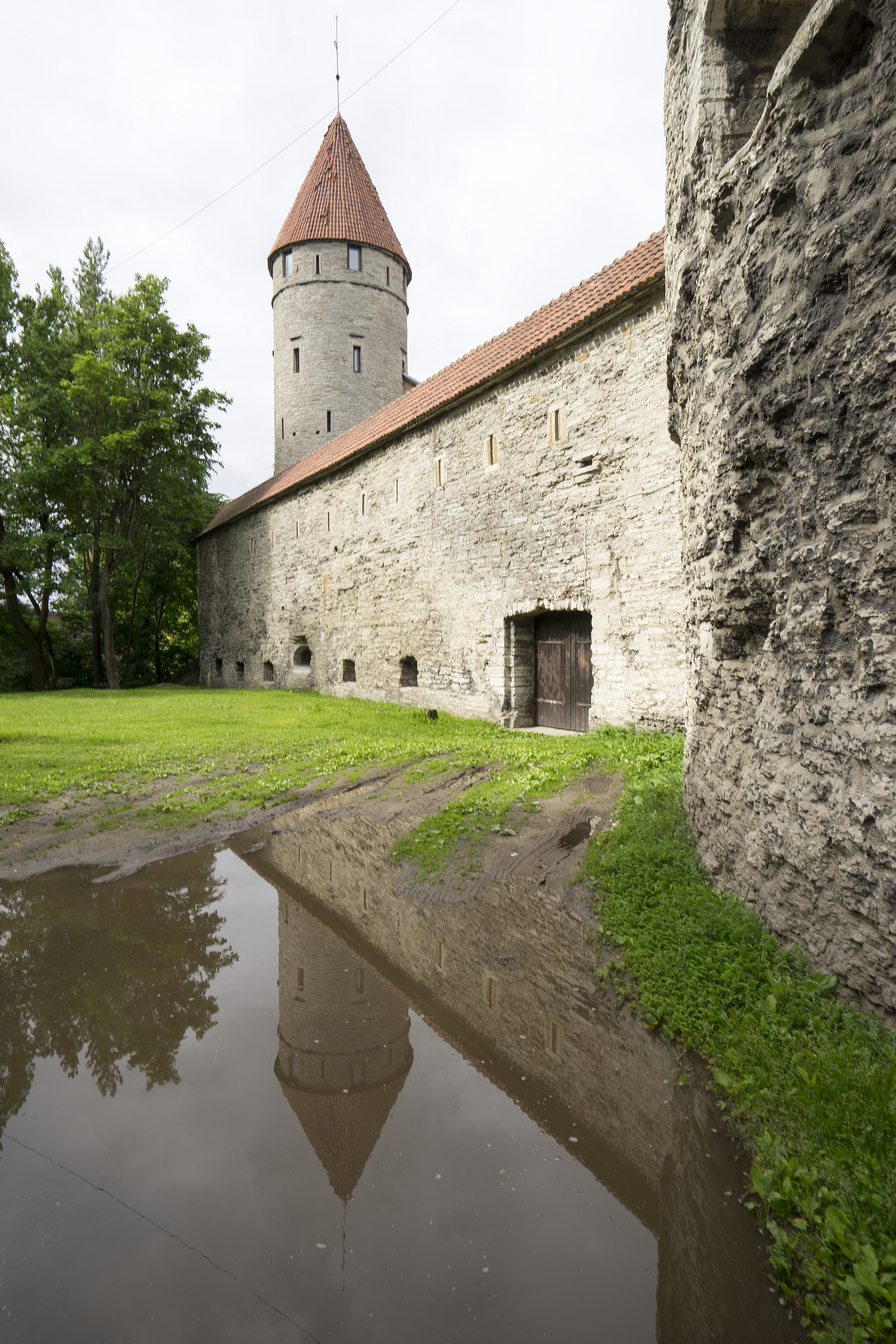
Tour Stolting.
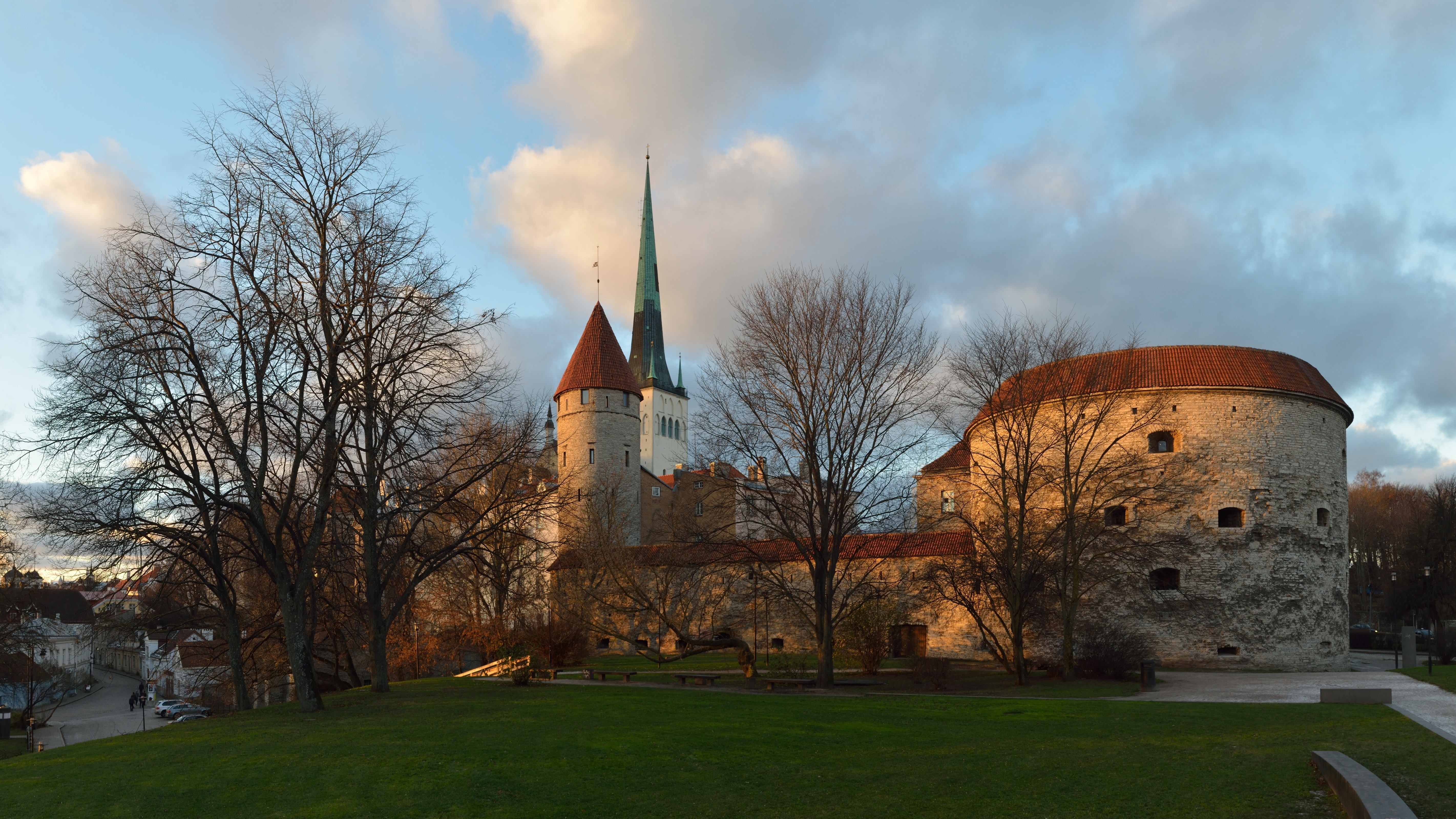
La tour Grosse Marguerite et la tour Stolting.